# The Terminal List
The Terminal List è una serie televisiva statunitense del 2022 basata sull'omonima opera di Jack Carr.

## Trama
La storia ha inizio in Siria, dove un plotone di Navy Seals, al comando del capitano James Reece, cade in un'imboscata durante una missione segreta finalizzata ad eliminare un pericoloso terrorista. Il gruppo viene quasi completamente 
sterminato e Reece, fra i sopravvissuti, fa ritorno a San Diego, negli Stati Uniti, dove si rende conto che i suoi ricordi su quanto realmente accaduto sono molto confusi e anche diversi da quanto ricostruito dalle indagini federali.
È possibile che tutto quanto accaduto sia frutto di un misterioso complotto? La missione primaria del capitano diventa scoprire quale sia la verità.

## Episodi
| Stagione       | Episodi | Pubblicazione originale | Pubblicazione Italia |
| -------------- | ------- | ----------------------- | -------------------- |
| Prima stagione | 8       | 2022                    | 2022                 |

## Personaggi e interpreti

### Principali
- James Reece (stagione 1-in corso), interpretato da Chris Pratt, doppiato da Marco Vivio.
- Ben Edwards (stagione 1-in corso), interpretato da Taylor Kitsch, doppiato da Simone D'Andrea.
- Katie Buranek (stagione 1-in corso), interpretata da Constance Wu, doppiata da Gemma Donati.
- Lorraine Hartley (stagione 1-in corso), interpretata da Jeanne Tripplehorn, doppiata da Alessandra Korompay.
- Lauren Reece (stagione 1-in corso), interpretata da Riley Keough, doppiata da Valentina Favazza.
- Donny Mitchell (stagione 1-in corso), interpretato da Patrick Schwarzenegger, doppiato da Raffaele Carpentieri.
- Lucy Reece (stagione 1-in corso), interpretata da Arlo Mertz, doppiata da Carolina Gusev.

### Ricorrenti
- Comandante Bill Cox (stagione 1-in corso), interpretato da LaMonica Garrett, doppiato da Francesco Bulckaen.
- Nicole Deptul (stagione 1-in corso), interpretata da Alexis Louder, doppiata da Guendalina Ward.
- Vic (stagione 1-in corso), interpretato da Tom Amandes, doppiato da Paolo Gattini.
- Tony Layun (stagione 1-in corso), interpretato da J. D. Pardo, doppiato da Francesco Venditti.
- Mac Wilson (stagione 1-in corso), interpretata da Christina Vidal Mitchell, doppiata da Valentina Stredini.
- Ernest "Boozer" Vickers (stagione 1-in corso), interpretato da Jared Shaw, doppiato da Niccolò Guidi.
- Rachel Campbell (stagione 1-in corso), interpretata da Catherine Dyer, doppiata da Roberta Chelini.
- Terrell "Tee" Daniels (stagione 1-in corso), interpretato da Remi Adeleke, doppiato da Emanuele Durante.
- Steve Horn (stagione 1-in corso), interpretato da Jai Courtney, doppiato da Paolo Vivio.
- Jackson (stagione 1-in corso), interpretato da Hiram A. Murray, doppiato da Stefano Thermes.
- Capitano Howard (stagione 1-in corso), interpretato da Matthew Rauch, doppiato da Andrea Lavagnino.

## Produzione

### Sviluppo
Ad aprile 2020 viene reso noto che una serie con protagonista Chris Pratt era in fase di sviluppo e cercava un distributore. All'inizio di maggio 2020 è stato annunciato che Prime Video aveva acquistato i diritti della serie e che gli Amazon Studios l'avrebbe prodotta.

### Cast
Taylor Kitsch, Constance Wu, Jeanne Tripplehorn, Riley Keough e Patrick Schwarzenegger si sono uniti al cast all'inizio del 2021. A giugno dello stesso anno, Lamonica Garrett, Alexis Louder, Tom Amandes, JD Pardo, Christina Vidal Mitchell, Jared Shaw, Catherine Dyer, e Remi Adeleke sono entrati a far parte del cast in ruoli ricorrenti, mentre Arlo Mertz come personaggio principale. Nel luglio 2021 anche Jai Courtney viene scelto per un ruolo secondario.

### Riprese
Le riprese principali sono iniziate il 9 marzo 2021.

### Rinnovi
Il 1º febbraio 2023 la serie è stata rinnovata per una seconda stagione.

## Promozione
Il 10 maggio 2022 sono state diffuse le prime immagine della serie. Il teaser è stato pubblicato il 19 maggio 2022, mentre il trailer completo il 9 giugno successivo.

## Distribuzione
La serie ha debuttato sulla piattaforma di streaming Prime Video il 1º luglio 2022.

## Accoglienza

### Critica
Sull'aggregatore di recensioni Rotten Tomatoes ottiene il 43% delle recensioni professionali positive,
con un voto medio di 5,6 su 10 basato su 46 critiche, 
mentre su Metacritic ha un punteggio di 40 su 100 basato su 25 recensioni.